# Кочерга, Николай Павлович
Николай Павлович Кочерга (11 августа 1923 года — 21 октября 2001 года) — тракторист колхоза имени Калинина Ершовского района Саратовской области, Герой Социалистического Труда (1975). Лишён звания Героя Социалистического Труда в 1985 году.

## Биография
Родился 11 августа 1923 году в селе Кневичи, ныне Клинцовского района Брянской области, в крестьянской семье.
Окончил 2 класса сельской школы. Трудовую деятельность начал в июне 1934 года скотником-пастухом колхоза имени 8 марта Клинцевского района.
В августе 1941 года был призван в Красную Армию и направлен на сборный пункт в город Борисоглебск (Воронежская область), но вместо фронта был мобилизован на работы по уборке урожая. В том же августе дезертировал, вернулся домой. Остался на оккупированной территории.
В начале 1942 года поступил в полицию и служил полицейским Оболеневского стана полиции. До сентября 1943 года нёс охрану объектов, населённых пунктов, лагерей с военнопленными. Участвовал в карательных операциях против брянских партизан, в арестах и конвоировании партизан и других советских граждан.
В сентябре 1943 года, после освобождения территории Красной Армией, был вновь мобилизован в армию. Службу в полиции скрыл, в наградных документах стояла пометка «из партизан». Воевал в составе 129-й стрелковой дивизии, рядовым бойцом 457-го стрелкового полка. В феврале 1944 года получил первую боевую награду — медаль «За боевые заслуги». Вновь отличился в боях в феврале-марте 1944 года. 1 марта 1944 года в бою за деревню Большая Коноплица (западнее города Рогачёв Гомельской области Белоруссии) первым ворвался в траншеи противника и забросал гранатами блиндаж. Вечером 2 марта участвовал в отражении нескольких контратак. Награждён орденом Славы 3-й степени. В дальнейшем в составе своей части участвовал в Белорусской наступательной операции. 29 июня 1944 года, когда во время марша штаб полка был атакован гитлеровцами, участвовал в отражении атаки, огнём из автомата и гранатами уничтожил несколько гитлеровцев и 3 взял в плен. Награждён орденом Славы 2-й степени. С декабря 1944 года в боях не участвовал. В 1946 году был демобилизован.
Вернулся на родину. Продолжил работать пастухом в колхозе. Затем поступил на курсы трактористов при Клинцевской МТС.
Летом 1950 года был арестован. 3 июля 1950 года осужден военным трибуналом Воронежского военного округа по ст. 51-1б УК РСФСР и приговорён к 25 годам лагерей. Указом Президиума Верховного Совета СССР от 29 января 1951 года лишен фронтовых наград. В апреле 1956 года Военная коллегия Верховного Суда СССР признала вину частично искуплённой в боях с немецкими оккупантами и снизила срок наказании до 10 лет. Освобождён из мест заключения в соответствии с Указом от 17 сентября 1955 года «Об амнистии».
В 1959 году в числе переселенцев прибыл в Саратовскую область. Работал трактористом в колхозе имени Калинина Ершовского района. В январе 1975 года руководством колхоза был представлен к присвоению звания Героя Социалистического Труда. Сведения о службе в полиции, о судимости и лишении наград скрыл.
В наградных документах указывалось, что за 16 лет работы трактористом из года в год добивался наивысших результатов в труде, механизатор 1-го класса. Как наставник молодёжи подготовил 5 трактористов. На протяжении четырёх лет 9-й пятилетки работая на тракторе ДТ-75, добился высоких показателей. Годовая выработка составила в 1971 г. — 1941, при плане 1750 эталонных гектаров, 1972 г. — 1958 при плане 1778, в 1973 г. — 2067 при плане 1780, в 1974 году 3110 при плане 1720. Среднегодовая выработка составила 2269, при плане 1757 эталонных гектаров. В 1974 году бригада, в которой он трудился, получила с площади 2910 га зерновых по 16,6 центнеров, при плане 14,9 центнеров с гектара. Представление было поддержано и Ершовским райкомом партии, и Саратовским обкомом.
Указом Президиума Верховного Совета СССР от 10 февраля 1975 года за выдающиеся успехи, достигнутые во Всесоюзном социалистическом соревновании, и проявленную трудовую доблесть в досрочном выполнении заданий девятой пятилетки и принятых обязательств по увеличению производства и продажи государству продуктов земледелия и животноводства Кочерге Николаю Павловичу присвоено звание Героя Социалистического Труда с вручением ордена Ленина и золотой медали «Серп и Молот».
После награждения, по рассказам знавших его людей, фактически… перестал трудиться. Как говорится, «почивал на лаврах», был желанным гостем на всех торжественных мероприятиях, неизменно избирался в президиумы, часто выступал в школах.
В начале 1980-х годов стали известны факты его сотрудничества с оккупантами. При оформлении пенсии не хватало года трудового стажа, и он вспомнил, что ещё до войны работал в колхозе. Приехал в родное село за справкой, но там его помнили как полицая, прислужника оккупантов. Живы ещё были родственники погубленных им партизан.
Была проведена проверка, подтвердились печальные факты. Саратовский обком партии вышел с представлением о лишении Кочерги Н. П. высокого звания и наград. В справке из Отдела наград Президиума Верховного Совета указывалось на формальный подход при оформлении наградных документов и рекомендовалось рассмотреть вопрос не о лишении, а об отмене Указа в виду необоснованного представления.
Указом Президиума Верховного Совета СССР от 28 ноября 1983 года на основании представления Саратовского обкома КПСС Указ Президиума Верховного Совета СССР от 10 февраля 1975 года в части присвоения Кочерге Николаю Павловичу звания Героя Социалистического Труда отменён в связи с необоснованным представлением его к этому званию.
Жил в селе Михайловска Ершовского района Саратовской области.
Николай Павлович Кочерга умер 21 октября 2001 года.

## Награды
- Герой Социалистического Труда (1975) (лишён награды в 1985 году)
- Орден Ленина (1975) (лишён награды в 1985 году)
- Орден Славы 2 и 3 степени (оба в 1944 году) (лишён награды в 1951 году)
- Медаль «За боевые заслуги» (1944) (лишён награды в 1951 году)